# Cerkiew św. Włodzimierza w Wilnie
Cerkiew św. Włodzimierza – cerkiew prawosławna w obrębie cmentarza wojskowego na Antokolu, obecnie zdewastowana i nieużytkowana. 

## Historia
Cerkiew została ufundowana w 1904 przez inżyniera wojskowego, generał-majora Władimira Andriejewicza Bykowskiego, z przeznaczeniem na świątynię i rodzinny grobowiec. Wykonał on również projekt obiektu, zaś pracami budowlanymi kierował D. Bikner. Poświęcenie obiektu miało miejsce w następnym roku, zaś fundator uczynił opiekunem świątyni 3 pułk Kozaków Dońskich stacjonujący w Wilnie. Od 1910 obiekt był formalnie cerkwią wojskową. Krótko przed I wojną światową wymagał już remontu i został gruntownie odrestaurowany, zaś uroczyste nabożeństwo w odnowionej cerkwi odprawił z tej okazji metropolita wileński i litewski Tichon (Bieławin).  
Cerkiew została zdewastowana po II wojnie światowej, kiedy władze stalinowskie odmówiły jej zarejestrowania jako czynnej świątyni. W 2004 została zabezpieczona przed zawaleniem się, jednak w dalszym ciągu nie jest czynna. 

## Architektura
Świątynia była jednonawowa, wzniesiona na planie prostokąta, z dzwonnicą wzniesioną nad przedsionkiem i kopułą nad pomieszczeniem ołtarzowym. Na zachodniej ścianie cerkwi umieszczono cytaty z Ewangelii wg św. Jana. Jednorazowo w budynku mogło zmieścić się 200 osób. 